# Strahinje Radobojsko
Strahinje Radobojsko – wieś w Chorwacji, w żupanii krapińsko-zagorskiej, w gminie Radoboj. W 2011 roku liczyła 58 mieszkańców.